# Heidekrug (Prötzel)
Heidekrug ist ein Wohnplatz der Gemeinde Prötzel im Landkreis Märkisch-Oderland in Brandenburg.

## Geografie
Der Ort liegt neun Kilometer westlich von Prötzel. Nachbarorte sind Biesow und Försterei Lattbusch im Nordosten, Stadtstelle im Osten, Wilkendorf im Südosten, Gielsdorf im Süden, Eichenbrandt und Hirschfelde im Südwesten, Werneuchen-Ost im Westen sowie Werftpfuhl und Tiefensee im Nordwesten.

## Geschichte
Früher trug der Ort den Namen Blumenthalscher Krug. Die noch heute hier existierenden Kasernenbauten wurden zu DDR-Zeiten von der Sicherungseinheit der Dienststelle Blumberg des Ministers des Innern der DDR (MdI) als Ausbildungsobjekt genutzt und sollten im Verteidigungszustand als Anlaufpunkt für die Bezirksbehörden der Deutschen Volkspolizei (BDVP) dienen.
Der Deutsche Wetterdienst betreibt in Heidekrug auf einem zu Beginn der 2010er Jahre errichteten, 51 m hohen Betonturm eines von 17 Wetterradaren seines Radarverbundes.